# آلبرتو آربازینو
آلبرتو آربازینو (ایتالیایی: Alberto Arbasino؛ زادهٔ ۲۲ ژانویهٔ ۱۹۳۰ - درگذشته  ۲۳ مارس ۲۰۲۰) نویسنده، روزنامه‌نگار و سیاست‌مدار اهل ایتالیا بود. وی برنده جایزه ویارجو سال ۲۰۰۵ شده‌ است.

## زندگی‌نامه
آربازینو در وگرا در جنوب غربی لمباردی متولد شد. او در دانشگاه میلان تحصیل کرد و در رشته حقوق فارغ التحصیل شد. بعدها به عنوان روزنامه‌نگار برای مجلاتی مانند ال موندو (جهان) و روزنامه لا رپوبلیکا (جمهوری) کار کرد. وی از سال ۱۹۸۳ تا ۱۹۸۷ معاون حزب جمهوری‌خواه ایتالیا در پارلمان ایتالیا بود. 
آثار او شامل رمان و مقاله است. آلبرتو یکی از اعضای گروه ۶۳ بود. 
آربازینو در ۲۲ مارس ۲۰۲۰ پس از یک دوره طولانی بیماری در سن ۹۰ سالگی درگذشت.